# Municipio de Lindenwood
El municipio de Lindenwood (en inglés: Lindenwood Township) es un municipio ubicado en el condado de St. Charles en el estado estadounidense de Misuri. En el año 2010 tenía una población de 19602 habitantes y una densidad poblacional de 1.364,9 personas por km².

## Geografía
El municipio de Lindenwood se encuentra ubicado en las coordenadas 38°47′51″N 90°31′11″O / 38.79750, -90.51972. Según la Oficina del Censo de los Estados Unidos, el municipio tiene una superficie total de 14.36 km², de la cual 14.35 km² corresponden a tierra firme y (0.11%) 0.02 km² es agua.

## Demografía
Según el censo de 2010, había 19602 personas residiendo en el municipio de Lindenwood. La densidad de población era de 1.364,9 hab./km². De los 19602 habitantes, el municipio de Lindenwood estaba compuesto por el 91.08% blancos, el 4.63% eran afroamericanos, el 0.24% eran amerindios, el 1.18% eran asiáticos, el 0.08% eran isleños del Pacífico, el 1.25% eran de otras razas y el 1.53% pertenecían a dos o más razas. Del total de la población el 3.12% eran hispanos o latinos de cualquier raza.